# ニキータ
『ニキータ』（Nikita）は、1990年のフランス映画。監督はリュック・ベッソン。主演のアンヌ・パリローが、政府に隷属的に雇われる暗殺者を演じた。

## ストーリー
深夜、パリの薬局に麻薬中毒の少年少女達が薬欲しさに乱入するが、警官隊が到着したことによって銃撃戦となる。彼らは警官隊からの銃弾に全て倒れたかに見えたが、一人残った少女が警官を射殺してしまう。警察署に連行された少女は、取調室で刑事に名前を聞かれた際、男性名の「ニキータ」と名乗り、それが彼女の呼び名となった。
ニキータには終身刑が下されたが、護送先は殺風景なベッドルームであり、ボブという政府の秘密警察官を名乗る男が現れる。彼女はそれまでの自分の記録を消され、別の人間として政府に雇われた暗殺者としてここで訓練を受けて生きるか、それとも死ぬかの二者択一を迫られる。ニキータは反抗し逃げようとするが叶わず、暗殺者としての訓練を受けることになった。ニキータは反抗しながらも、めきめきと頭角を現していく。
数年後、ニキータの誕生日……。ニキータはボブに街のレストランに連れて行かれ、手荒い最後の訓練を受け秘密訓練所の生活を終える。ジョゼフィーヌというコードネームと仮の職業を持たされ、街で一人暮らしすることになったニキータは、スーパーで会計の時にレジに立っていた男・マルコと恋仲になる。それでも暗殺の仕事はしなければならず、闇の世界と決別しようともがき苦しむ。
ある任務で予定が狂い、その後始末と酷い顛末に憔悴して戻ったニキータに、マルコはニキータの裏の顔を知っていること、それでも愛していることを打ち明ける。裏仕事を止めることを奨められたニキータは一人逃亡し、残ったマルコは後を追ってきたボブに、ニキータの置き土産のマイクロフィルムを渡し、ニキータの行く末を託す。

## キャスト
| 役名             | 俳優                         | 日本語吹替 | 日本語吹替   | 日本語吹替 |
| 役名             | 俳優                         | ソフト版   | 日本テレビ版 |            |
| ---------------- | ---------------------------- | ---------- | ------------ | ---------- |
| ニキータ         | アンヌ・パリロー             | 勝生真沙子 | 戸田恵子     |            |
| マルコ           | ジャン＝ユーグ・アングラード | 二又一成   | 井上和彦     |            |
| ボブ             | チェッキー・カリョ           | 玄田哲章   | 磯部勉       |            |
| アマンド         | ジャンヌ・モロー             | 鈴木れい子 | 奈良岡朋子   |            |
| リコ             | マルク・デュレ               | 高木渉     |              |            |
| ザップ           | アラン・ラティエール         | 森川智之   |              |            |
| 掃除人ヴィクトル | ジャン・レノ                 | 小関一     | 麦人         |            |

- ソフト版：初回放送2016年6月2日『午後のロードショー』

その他：中庸介、村國守平、堀本等、安西正弘、小形満、糸博、関根信昭、鈴木清信、篠原恵美
- 日本テレビ版：初回放送1992年4月10日『金曜ロードショー』

その他：大木民夫、上田敏也、藤夏子、古田信幸、土師孝也、辻親八、小野健一、千田光男、山口健、星野充昭、福田信昭、山野史人、渡辺美佐

## スタッフ
- 脚本・監督：リュック・ベッソン
- 音楽：エリック・セラ

### 日本語版
| -    | ソフト版                      | 日本テレビ版           |
| ---- | ----------------------------- | ---------------------- |
| 演出 | 山田悦司                      | 清水勝則               |
| 翻訳 | 丸山垂穂                      | 徐賀世子               |
| 制作 | HALF H・P STUDIO 日本ビクター | ザック・プロモーション |

## 作品解説
ベッソン監督はDVDのインタビューで、「『ニキータ』は僕にとって、自分を壊して飛び出した作品。僕の作品は『ニキータ』以前と『ニキータ』以後で分けられる」と語っている。この作品のヒットによって、ベッソン監督は『レオン』をハリウッドで撮ることになった。

### 撮影
後半で当時現行型のメルセデス・ベンツ・Sクラスが登場するが、銃撃され壁を突き破る破壊シーンでは、古いローバーにベンツのパーツをかぶせた模造品である。元々はアラン・ドロンのテレビドラマのために制作され、映画用に修正を加えた。作品中は高価なSクラスが派手に破壊されているように見えるが、実際には邦貨換算60万円程度の予算でこの映像が実現できている。

## 評価
Rotten Tomatoesでは評論47件、批評家支持率89％、一般支持率84%(評価数5万)、一般評価5点満点で4である。(2025-08)
ハイライト

## 関連作品
- 1993年には米国でブリジット・フォンダ主演により『アサシン』（Point of No Return）というタイトルでリメイクされた。ただし、内容はかなり変えられており、特に結末は全く違った物となっている。
- 1997年から2001年にかけてカナダで『La Femme Nikita』という題でテレビドラマシリーズとして5シーズンに渡って放送された。日本でもAXN等により『ニキータ』という題で放送された。
- 2010年から2014年にかけて米国でマックG製作総指揮・マギー・Q主演の『Nikita (TV series)』が、やはり映画『ニキータ』（Nikita）の設定を引き継いで制作された。本作の3年後の物語という日本のAXNの宣伝文句が紛らわしいが、『NIKITA / ニキータ』が映画『ニキータ』（Nikita）の「続編」だと明言しているわけではなく、米国The CWの公式サイト[4]でも「sequel（続編）」だとは謳っていない。

### オンラインデータベース
- ニキータ - allcinema
- ニキータ - KINENOTE
- Nikita - オールムービー（英語）
- Nikita - IMDb（英語）

### 配信サイト
- ニキータ - U-Next
- ニキータ（字幕） - VideoMarket
- ニキータ（字幕） - terasa
- ニキータ（吹替） - terasa